# Coffin-Manson-Modell
Die Coffin-Manson-Beziehung beschreibt in der Werkstofftechnik den Verlauf der Dehnungswöhlerlinie im Low-Cycle-Fatigue-Bereich (LCF), also etwa im Bereich von 1 bis 105 Schwingspielen (Kurzzeitfestigkeit).
In diesem Bereich werden Bauteile so stark beansprucht, dass im Zyklus plastische Verformungen auftreten. Laut Coffin und Manson bestimmt hier im Wesentlichen die plastische Dehnungsamplitude {\displaystyle {\frac {\Delta \epsilon _{\mathrm {pl} }}{2}}} die Lebensdauer:
{\displaystyle {\frac {\Delta \epsilon _{\mathrm {pl} }}{2}}=\epsilon _{\mathrm {f} }'\cdot (N_{\mathrm {B} })^{c}}
mit
- {\displaystyle N_{\mathrm {B} }} = Zahl der Zyklen bis zum Bruch
- {\displaystyle c} = Ermüdungsduktilität; für duktile Werkstoffe gilt: {\displaystyle -0{,}7\leq c\leq -0{,}5}
- {\displaystyle \epsilon _{\mathrm {f} }'} = Ermüdungsduktilitätskoeffizient (f für engl. fatigue), entspricht in etwa der wahren Dehnung beim Bruch (im quasistatischen Zugversuch).

In einer doppeltlogarithmischen Auftragung ergibt sich daraus eine fallende Gerade, wobei gegenüber dem normalen Wöhlerdiagramm auf der Ordinate jetzt {\displaystyle \log \left({\frac {\Delta \epsilon _{\mathrm {pl} }}{2}}\right)} aufgetragen wird.